# 131 Samodzielna Majkopska Brygada Zmechanizowana

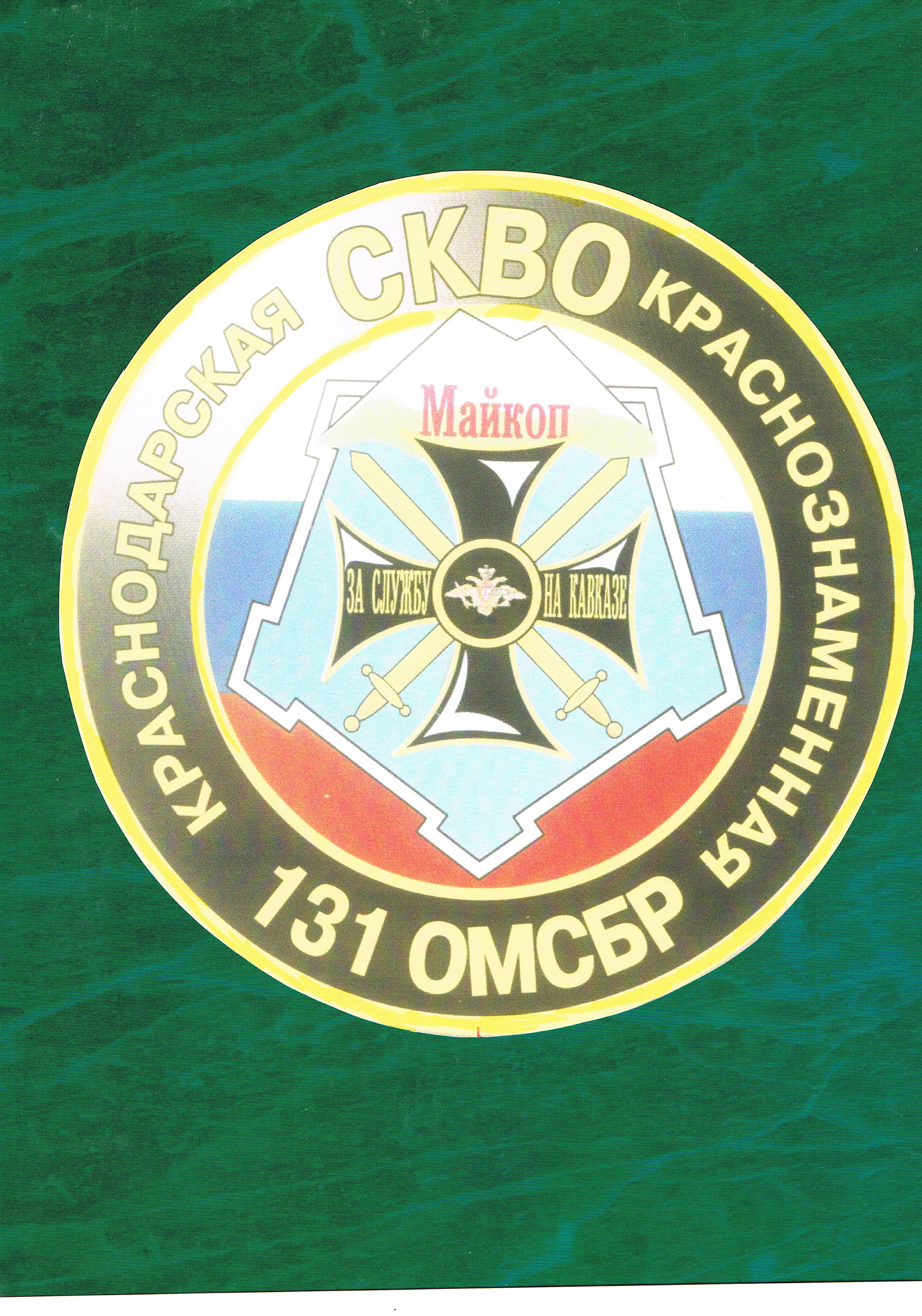
Emblemat brygady

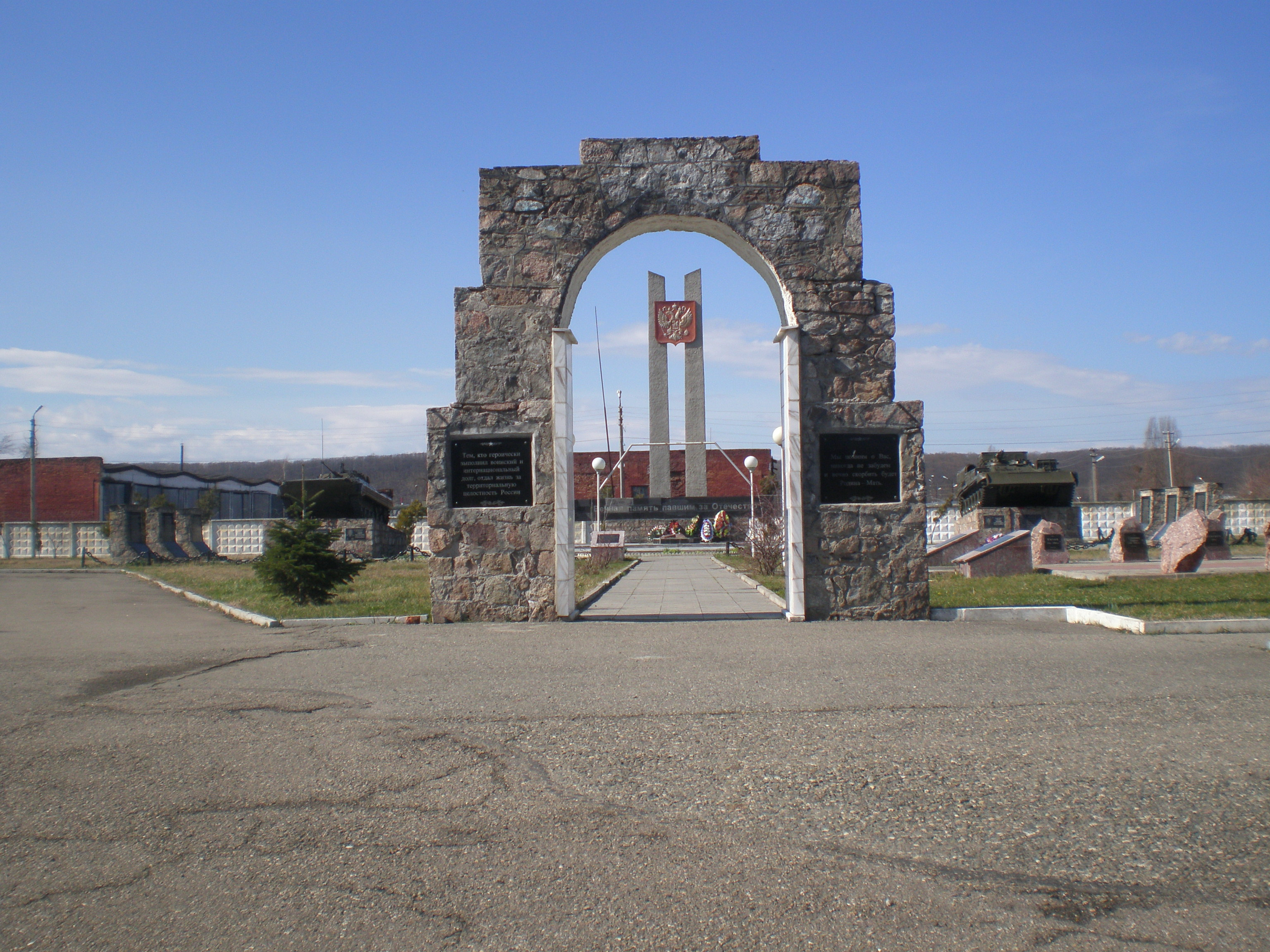
Pomnik żołnierzy poległych w konfliktach lokalnych (w tym żołnierzy 131 brygady) w Majkopie

131 Samodzielna Majkopska Brygada Zmechanizowana (ros. 131-я отдельная мотострелковая бригада) – zmechanizowana brygada sił zbrojnych Federacji Rosyjskiej stacjonująca w Majkopie. W czasie szturmu Groznego podczas I wojny czeczeńskiej, była jednostką, która poniosła największe straty.

## Historia brygady
Brygada została utworzona w początku lat 90. na bazie zredukowanej 9 dyw. zmechanizowanej, jako samodzielny związek taktyczny.

## I wojna czeczeńska

### Przebieg walk
W południe 31 grudnia, brygada podeszła do Groznego, gdzie połączyła się z pododdziałami 81 p-ku zmech. Otrzymała rozkaz, aby do miasta nie wchodzić, zająć pozycje obronne i czekać na dalsze rozkazy. Po zaledwie 30 min przyszedł kolejny rozkaz: zająć dworzec kolejowy w centrum miasta, utworzyć korytarz dla wojsk wewnętrznych, które oczyszczą miasto. Dwa szturmowe oddziały utworzone z 1 i 2 zmechanizowanego batalionu brygady, wzmocnione czołgami, w 15–20 min odstępach, powolnym marszem wkroczyły do miasta. Ok. godz. 13 pierwszy batalion, osiągnął cel nie napotykając żadnego oporu, ani jakichkolwiek nawet uzbrojonych ludzi. Jego żołnierze wspominali później, że na jednym z placów widzieli handlujące czeczeńskie kobiety. Batalion uformował się koło dworca, a żołnierze opuścili pojazdy. Powszechnie uważano, że najpóźniej za dwie godziny będzie po wszystkim. Wtedy ukryci bojownicy czeczeńscy rozpoczęli ostrzał pojazdów i żołnierzy z broni automatycznej, snajperskiej i granatników RPG, używali też zwykłych butelek zapalających.
Żołnierze rosyjscy próbowali początkowo utrzymać dworzec wraz z sąsiednimi kwartałami, jednak do wieczora zostali rozbici na nieduże grupy, kontrolujące najwyżej pojedyncze budynki. Centrum obrony rosyjskiej stanowił budynek dworca kolejowego. Był on atakowany przez Czeczeńców głównie z położonego po drugiej stronie ulicy, czteropiętrowego budynku nazwanego później "domem Pawłowa". Rozmieszczeni na wszystkich piętrach i na dachu domu bojownicy z Abchaskiego Batalionu Specnazu (Czeczeńcy, którzy walczyli w Abchazji w 1992 roku), w ciągu doby walk dosłownie rozstrzelali z automatów i granatników budynek dworca.
W Nowy Rok, zdziesiątkowani i prawie pozbawieni amunicji żołnierze brygady, oczekiwali już tylko pomocy z zewnątrz o którą od kilku godzin prosili droga radiową.
Drugi batalion do dworca nie dotarł. Został zaatakowany, odcięty i do rana 1 stycznia rozbity.
W tym czasie, na przedmieściach miasta, gdzie stacjonowała pozostała część brygady pozostawiona jako rezerwa, uformowano trzecią kolumnę z zadaniem odsieczy. 40 pojazdów i niemal wszyscy zdolni do noszenia broni (prawie kolejny batalion), około południa ruszył w kierunku dworca. Po przejechaniu pierwszego kwartału, został zniszczony pierwszy, jadący na czele kolumny czołg, a kolejne pojazdy ostrzelane pociskami z granatników. Kolumna została rozproszona, a ocalałe pojazdy błądziły po ulicach próbując wyjść spod ognia. Trzy z nich (w tym dwa BWP-y) dotarły nawet na zaplecze budynku dworca, jednak z powodu silnego ognia strzeleckiego, ich żołnierze nie byli w stanie podjąć żadnej skutecznej kontrakcji. Wszystkie pojazdy tej kolumny zostały zniszczone, a z żołnierzy ocaleli jedynie ci, którzy zdołali się ukryć w budynkach. Byli oni odnajdywani jeszcze w miesiąc później.
W godzinach przedpołudniowych, przez wziętego do niewoli porucznika brygady, Czeczeńcy zaproponowali obrońcom dworca poddanie się, co ci odrzucili.
Po południu, na trzech ostatnich ocalałych pojazdach obrońcy dworca podjęli próbę ewakuacji kilkudziesięciu najciężej rannych (60-70 osób). Pojazdy te zostały zaatakowane i zniszczone (ocalała z nich co najmniej jedna osoba).
Do wieczora napór atakujących zelżał, bojownicy zdawali sobie już sprawę, ze rozbita brygada nie przedstawia sobą żadnej realnej siły bojowej i zaczęli przemieszczać się na inne odcinki walk.
Pod wieczór 1 stycznia, d-ca brygady, płk. Sawin, wobec braku jakichkolwiek perspektyw na pomoc, wyczerpania amunicji i dużej ilości rannych, podjął decyzję o przebijaniu się z dworca kolejowego. Ponieważ nie posiadano już ani jednego sprawnego pojazdu ruszono pieszo. Wkrótce po opuszczeniu budynku, grupa natknęła się niespodziewanie na trzy BWP-y z Samarskiego P-ku Zmech., na których kontynuowała ewakuację. Dwa z nich zostały zniszczone pociskami z RPG, w pierwszym zginął płk. Sawin. Trzeci wjeżdżając na tory kolejowe szczęśliwie wyjechał z miasta.
Następnego dnia, 2 stycznia wieczorem, pozbawiony łączności, decyzję o przebijaniu się podjął d-ca innego rosyjskiego punktu oporu niedobitków brygady – walczący w niedużym domku, szef sztabu 1 bat. kpt. Czmiriew. Pomimo dużych strat, wraz z kilkunastoma żołnierzami udało mu się przebić do rosyjskich linii.

### Straty
Brygada w czasie 60 godzin walk straciła 189 żołnierzy (zabitych, rannych i zaginionych), w tym dowódcę wraz z większością oficerów, co najmniej 70 żołnierzy trafiło do niewoli; 20 czołgów z 26, 102 transportery ze 120 i wszystkie 6 zestawów p. lot.
"Tunguska". W praktyce przestała istnieć.

### Dalsze losy
Resztki brygady od stycznia 1995 znajdowały się na tyłach i nie brały udziału w żadnych walkach. Dopiero w marcu 1995 jej żołnierze zostali użyci w walkach o Gudermes. Pod koniec kwietnia 1995 została wycofana do Majakopu. Rok później, w marcu 1996, odtworzona powróciła do Czeczenii. Od maja ucz. w walkach z partyzantami czeczeńskimi, m.in. pod Gojskoje i Bamut. We wrześniu 1996 została ponownie wycofana z republiki. Ostatnia informacja o brygadzie, podaje że jesienią 1999, została ponownie wprowadzona do Czeczenii. Jej ostatnim znanym dowódca był gen. Siergiej Sudakow (od sierpnia 2004). Brygada została rozwiązana w 2009 roku.